# Daihatsu Charade

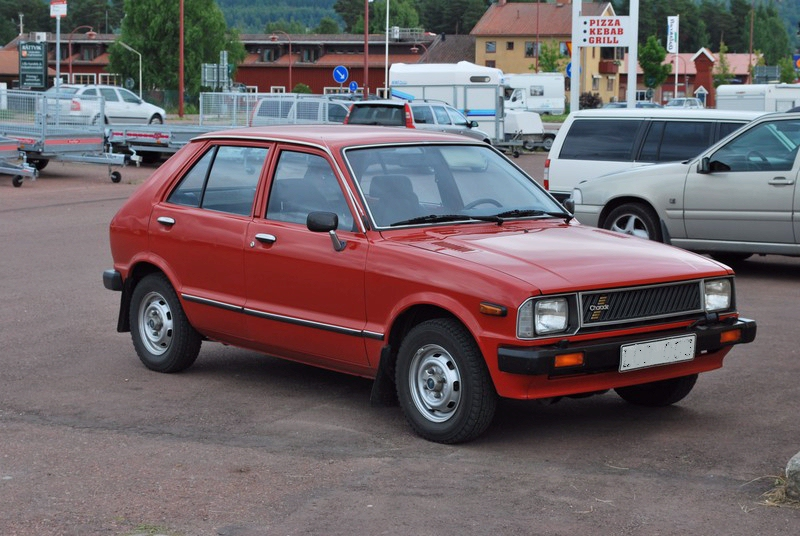
Daihatsu Charade (1977-1983).

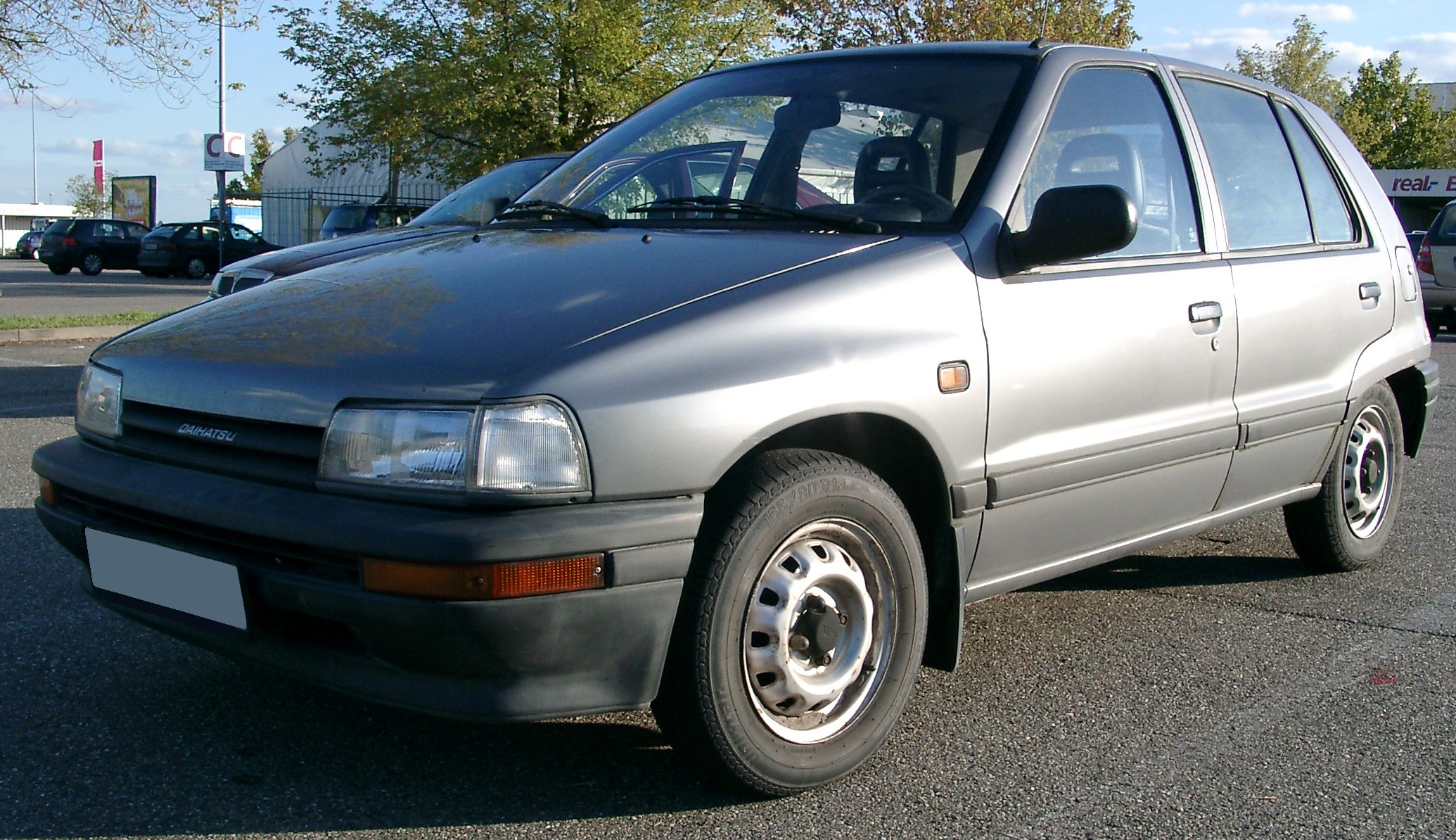
Daihatsu Charade (1987-1994).

Daihatsu Charade är en småbilsmodell från Daihatsu. Bilen har tillverkats i flera generationer. Den första generationen kom 1977. Nya generationer har kommit 1983, 1987 och 1994. Den slutade tillverkas 2000. På vissa marknader såldes den som Daihatsu Cuore. Under 2000-talet har Daihatsu Mira sålts under namnet Charade på vissa marknader.
Daihatsu Charade hade från början en enliters trecylindrig motor. Från 1980-talet kunde den även fås med en större motor samt med turbo. Från tredje generationen fanns även en fyrdörrars sedanmodell utöver de 3- och 5-dörrars halvkombimodellerna.